# Deori (Sagar)
Deori é uma cidade e um município no distrito de Sagar, no estado indiano de Madhya Pradesh.

## Geografia
Deori está localizada a 21° 27′ N, 80° 51′ L. Tem uma altitude média de 360 metros (1181 pés).

## Demografia
Segundo o censo de 2001, Deori tinha uma população de 23 812 habitantes. Os indivíduos do sexo masculino constituem 52% da população e os do sexo feminino 48%. Deori tem uma taxa de literacia de 70%, superior à média nacional de 59,5%: a literacia no sexo masculino é de 77% e a literacia no sexo feminino de 63%. Em Deori, 15% da população está abaixo dos 6 anos de idade.